# Sigi Maron

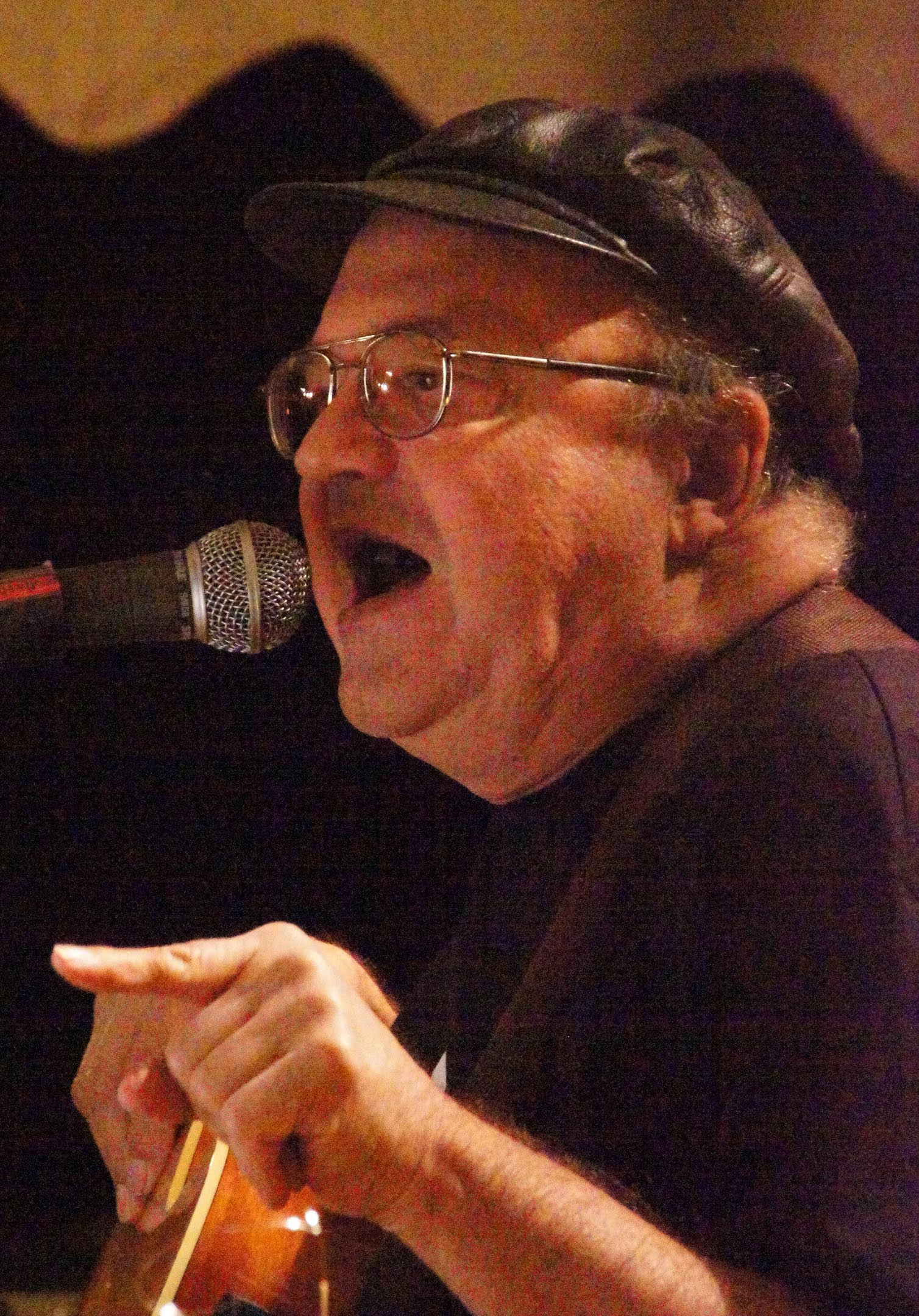
Sigi Maron, VolksstimmeFest 2013

Sigi Maron (* 14. Mai 1944 in Wien als Siegfried Maron; † 18. Juli 2016 in Baden bei Wien) war ein sozialkritischer österreichischer Liedermacher.

## Leben

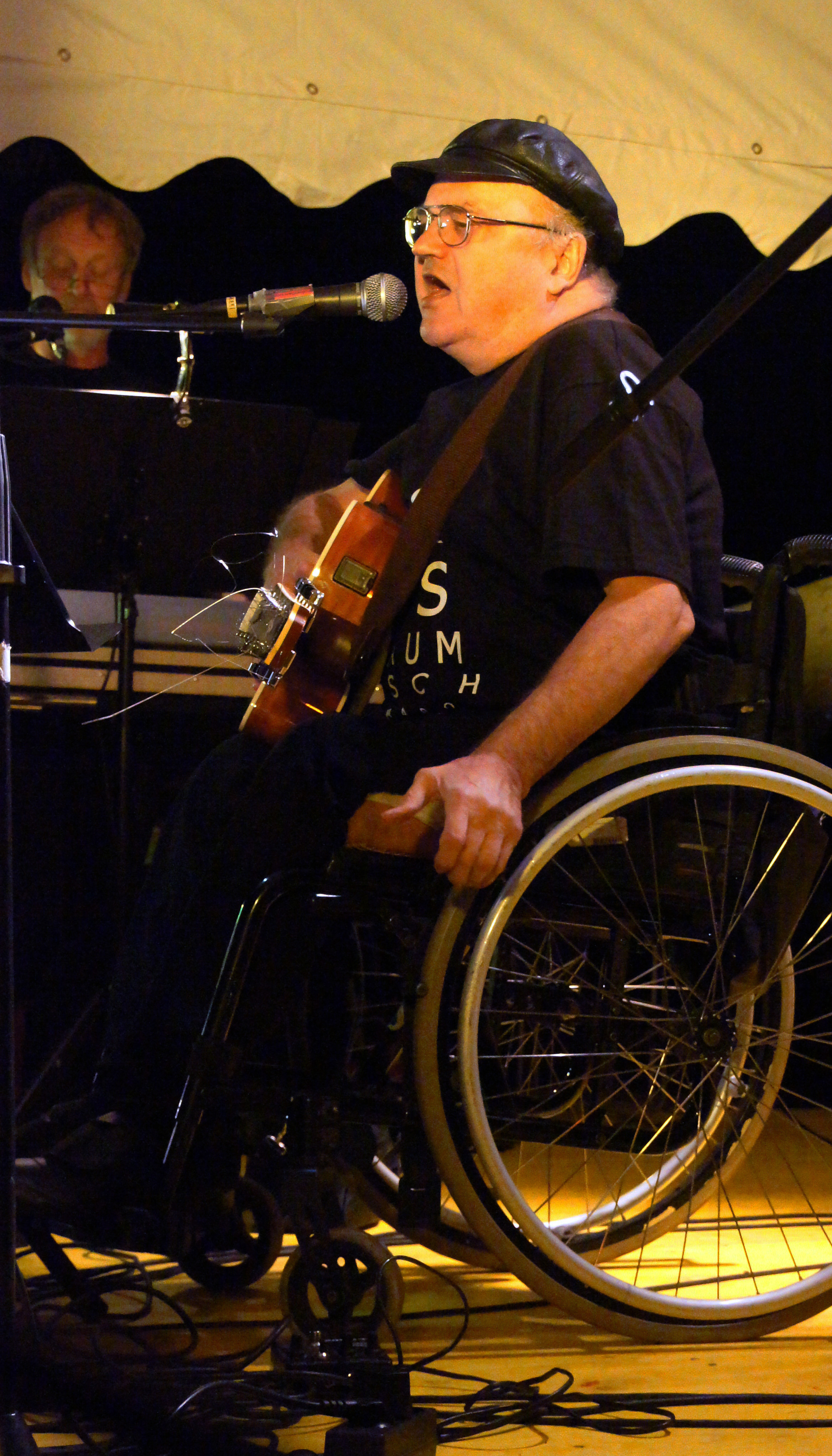
VolksstimmeFest 2013

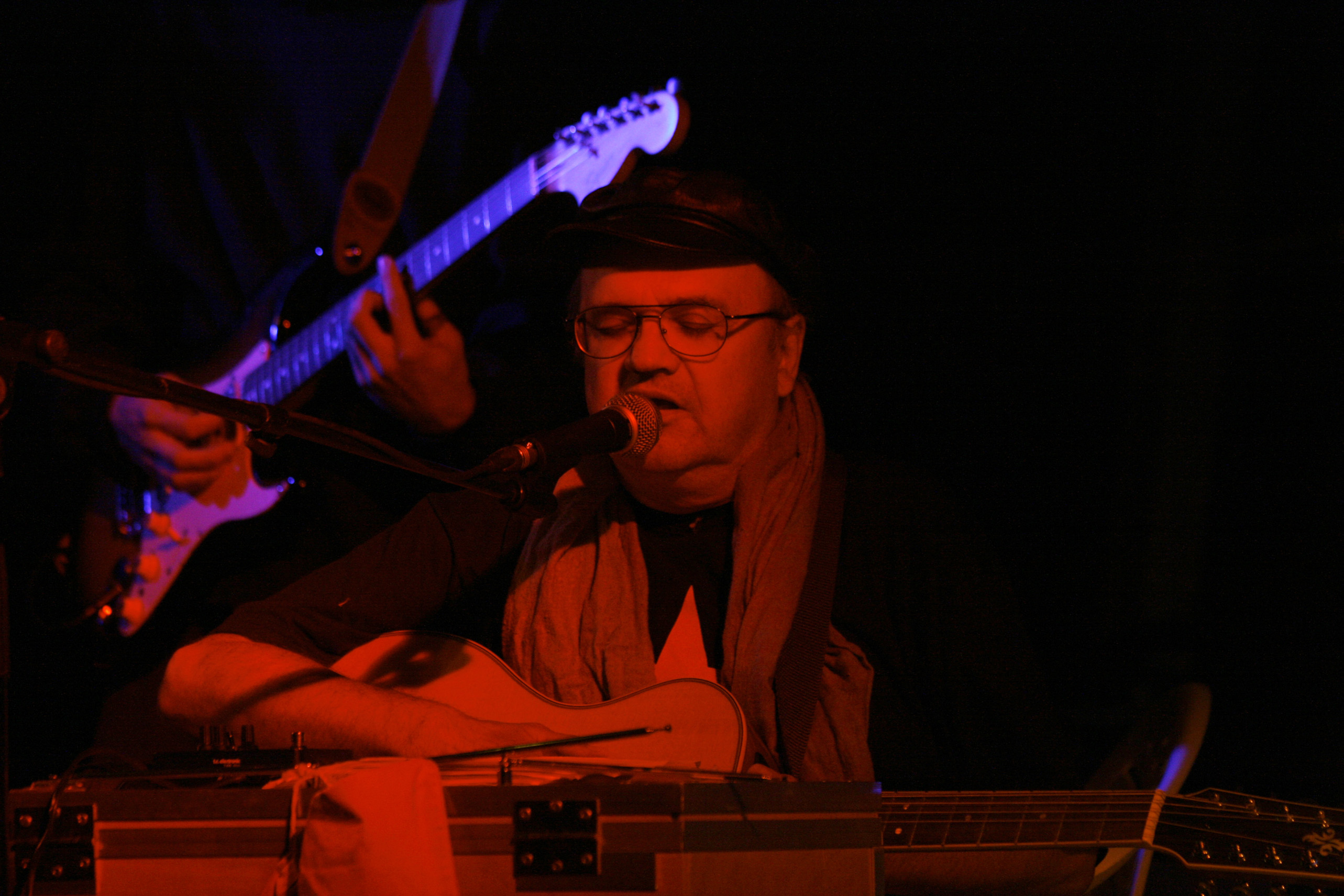
VolksstimmeFest 2008

Maron wuchs mit sechs Geschwistern in Gneixendorf bei Krems an der Donau auf. Im Hauptschulalter erkrankte er an Kinderlähmung, seither war er auf einen Rollstuhl angewiesen. Der Arzt empfahl ein Musikinstrument. Er bekam eine Gitarre, um das Greifen mit der linken Hand zu trainieren, und hat sich so, wie er selbst sagt, „den linken Arm quasi teilweise zurückerobert“. Ab 1997 war er aus gesundheitlichen Gründen nur noch sehr selten live zu sehen. Ende 2014 teilte er mit, dass er keine Konzerte mehr geben werde.
In seinen Liedern verwendete er den Wiener Dialekt und scheute dabei auch nicht vor derben Kraftausdrücken zurück. Inhaltlich befasste sich Maron als Atheist und Kommunist zumeist mit politischen und sozialkritischen Themen wie der Arbeitslosigkeit, dem Bau des Atomkraftwerks Zwentendorf, den Rüstungsausgaben oder dem Organhandel, die er unter „Scheißkapitalismus“ subsumierte. Seine Kündigung im Rahmen einer Rationalisierungsmaßnahme durch eine große Plattenfirma, bei der er lange als EDV-Spezialist gearbeitet hatte, ordnete er in diesen Kontext ein. Bekannt wurde er im Umfeld der Besetzung der Arena in Wien 1976 mit seinen Alben Schön is’ das Leb’n (1976) und Laut & Leise (1978). Er trat bei zahlreichen Demonstrationen auf, wie etwa der großen Friedensdemonstration in Wien am 15. Mai 1982.
Im ORF war er lange unerwünscht. Auftritte und Songs von Maron zu senden war drei Jahrzehnte lang allen Redaktionen verboten. Ein Star, dessen Konzerte im Hauptabendprogramm ausgestrahlt und dessen Platten bei Amiga in hohen Auflagen verlegt wurden, war er in der DDR.
Mit seiner Single Geh no net furt war er 1985 zehn Wochen lang in den österreichischen Charts, die beste Platzierung des Liedes war Platz 5. Nach 14-jähriger krankheitsbedingter Pause veröffentlichte er im Oktober 2010 das Doppelalbum Es gibt kan Gott. Nach zwei Livealben, darunter das im Ö1-Radiokulturhaus mitgeschnittene Es is net ollas ans, veröffentlichte er im Frühjahr 2014 das Album Dynamit und Edelschrott. Im Herbst 2014 ging er auf Abschiedstour.
1998 und 2003 kandidierte Maron für die Kommunistische Partei Österreichs erfolglos für den niederösterreichischen Landtag. 2004 war er einer der Juroren des Protestsongcontests.
Sein nach Meinung der linken Tageszeitung junge Welt bekanntestes Lied, die Ballade von ana hoatn Wochn, stattete er mit dem „manifestartigen Refrain“ aus, der auch als „Schwäbischer Gruß“ geläufig ist: mit Leckts mi aum Oasch. Er sprach, wie er einmal sagte, „höflich, vornehm und dezent, wie ich es immer tu, allerdings unter Einschluss eines gewissen ordinären Wortschatzes“.
Maron überließ seinen Körper der medizinischen Forschung. Den Toten, die ihren Körper in dieser Form gewidmet haben, sind Gedenkstätten im Wiener Zentralfriedhof gewidmet (hier: Neue Anatomiegräber, Gruppe 26).

## Werke
- Filme:

Atemnot (1984)
Tohuwabohu 1994 (Fernsehserie)
Die Menschen vom Siebener Haus
Marianne – ein Recht für alle
Lebenslinien
Müllomania
- Filmmusik:

Die Menschen vom Siebener Haus
Atemnot
- Musik für Theaterstücke:

Die Vorstadtkrokodile von Max von der Grün im Theater der Jugend (Wien)
Supermann, gemeinsam mit Peppo Meier im Theater der Jugend (Wien)
- Schallplatten und CDs:

Schön is’ das Leb’n (LP, 1976)
laut & leise (LP, 1978, Produzenten: Schmetterlinge)
He Taxi (LP, 1979, Produzenten: Schmetterlinge)
Sonst gar nichts (LP, 1980, Produzent: Wolfgang Hackl)
05 vor 12 (LP, 1981, Produzent: Bob Ward, auch 1983 bei AMIGA, DDR)
Der Tag is net weit (LP, 1982, Produzent: Bob Ward)
Unterm Regenbogen (LP, 1985, Produzent: Konstantin Wecker)
Von heut nach morg’n (LP, 1986, auch 1987 bei AMIGA, DDR)
Lieder 1981–1986 (Sampler, 1989)
Saitenhiebe (LP, 1989, Produzent: Mischa Krausz)
Lieder 1975–1980 (Sampler, 1991)
Liib Haimadland adee (LP, 1992, Produzent: Sigi Maron)
Geh no net furt (Sampler, 1993)
Stimmen gegen Hass und Gewalt (Sampler, 1995)
Gastauftritt als „Mr. Kalaschnikow“ bei der Band Bauchfleisch: Durch dick und dünn (CD, 1998, Produzent: Leo Bei)
Raps und Rübsen (CD, 1996, Produzent: Leo Bei)
StarCollection (Doppel-CD-Sampler, 1997)
Live am Attersee (Festival des politischen Liedes, 2009)
Es gibt kan Gott (Doppel-CD, 2010)
Es is net ollas ans (Live-Mitschnitt aus dem Ö1 Radiokulturhaus, 2012)
Dynamit und Edelschrott (2014)
Bücher
- Der Wolkenschlepper. Lesebuch, Verlag Frischfleisch & Löwenmaul, 1980.
- HOIZWEG. Buch inklusive CD
- fahrrad gegen mercedes. Buch inklusive CD, Verlag Bibliothek der Provinz, ISBN 978-3-85252-958-5.
- Schmelzwasser. Verlag Bibliothek der Provinz, ISBN 978-3-85252-198-5.
- Fritz Nussböck: Trostlosstrossn. Herausgegeben von Sigi Maron, Verlag Bibliothek der Provinz, ISBN 978-3-85252-124-4.